# 鈴木愛奈
鈴木愛奈（日语：／ Suzuki Aina，1995年7月23日—），是日本的女性聲優。DAX Production所屬。

## 人物
身高147公分，曾經為《Love Live!》系列的聲優中身高最矮的。這項紀錄後一度被櫻坂雫的聲優前田佳織里（146公分）取代，後於2024年因前田佳織里體檢過後得知身高為147公分的關係，兩人並列身高最矮。
興趣是唱歌、繪畫。具有高辨識度的魔性笑聲。
妹妹是同為聲優的花井美春，在《異世界悠閒紀行～邊養娃邊當冒險者～》宣布进行电视动画改编时公开。在此之前，已有一些信息透露两人的关系或相似性而在网络和爱好者间流传，包括有共同的出生地和民谣歌唱获奖经历，爱好者找到她们家经营的餐厅摆满两人饰演角色的周边产品，另外千岁市官方网站也登载过两人参加民谣歌唱比赛获奖后向时任市长汇报的记载。两人也一直保守秘密，直到《異世界悠閒紀行》电视动画改编时共同获得一对双胞胎的角色后，认为是一次巧合的机会，所以借此公开。

## 簡歷
2013年：在第七屆全日本動畫歌唱大賽中入選Best 3，並獲得多次民謠歌唱比賽的優勝。演唱歌曲之一是《God Knows》。
2017年：在第11回聲優獎中以團體Aqours的名義獲得歌唱賞。
2019年7月29日，宣布以歌手身分出道。
2025年2月1日，在X個人社交帳戶宣布，已於同年1月31日從 IAM Agency 退所。同年4月1日，加入新設立所屬事務所DAX Production。

## 演出作品
※粗體字代表主要角色。

### 電視動畫
2014年
- 斬！赤紅之瞳（馬頭）

2015年
- 城下町的蒲公英（櫻田栞[9]）
- 輕鬆百合 3☆High！（田徑社員A）

2016年
- 鬼斬（靜御前[10]）
- 美少女遊戲組合 Crane Game Girls（日语：美少女遊戯ユニット クレーンゲール）（新聞主播）
- 三者三葉（近藤亞紗子[11]）
- 天真與閃電（千代、女子中學生）
- Love Live! Sunshine!!（小原鞠莉[12]）

2017年
- 怪獸娘～奧特怪獸擬人化計劃～（米克拉斯）
- 海天使的燈火（一之瀨佳帆）
- Love Live! Sunshine!! 第2期（小原鞠莉）

2018年
- 怪獸娘～奧特怪獸擬人化計劃～ 第2期（米克拉斯）
- 魔法少女網站（潮井梨奈）
- 小邪神飛踢（小邪神）
- ALICE OR ALICE～妹控哥哥與雙胞胎妹妹～（暗莉）
- RELEASE THE SPYCE（白虎[13]）
- 聖鬥士星矢 聖鬥少女翔（翔子[14]）

2019年
- 雨色可可side G（柏木芽留、リコ）
- 五等分的新娘（籃球社社長）
- Z/X Code reunion（鬼神野朱里[15]）

2020年
- 奇幻☆怪盜？（星里果菜）
- 小邪神飛踢'（小邪神〈本體、司令、戰士、天才、SJ、水熊蟲、佛陀、彌勒、ESP〉、魔獸7）
- 魔物娘的醫生（愛麗絲·瑪雷亞）
- 攀岩！-Sport Climbing Girls-（四葉幸與）

2021年
- 結城友奈是勇者 啾嚕！（郡千景）
- 不要欺負我，長瀞同學（小吉）
- 結城友奈是勇者-大滿開之章-（郡千景）
- 逆轉世界的電池少女（蒼葉夕紀）
- 橘色榮耀！（浮田志乃）

2022年
- 頂點!!!!!!!!!!!!!!!（石屋もね[16]）
- 東京喵喵NEW（本條美和[17]）
- 小邪神飛踢X（小邪神〈本體、司令、戰士、正義、天才、ESP、SJ、三體A、三體B、三體C〉）
- 秋葉原冥途戰爭（剪剪手月兔女僕）

2023年
- 不要欺負我，長瀞同學 2nd Attack（小吉[18]）
- 幻日夜羽 -鏡中暉光-（鞠莉[19]）

2024年
- 最弱魔物使開始了撿垃圾之旅。（艾維[20]）
- 戰國妖狐（綸子[21]）
- 異世界悠閒紀行～邊養娃邊當冒險者～（亞連[1]）
- 魔王陛下RETRY！R（露娜·艾蕾岡特[22]）

2025年
- 直至魔女消逝（雪鴞[23]）
- 完美到難以接近的聖女遭到解除婚約後被賣到鄰國（[24]）

### 劇場版動畫
2019年
- Love Live! Sunshine!! 學園偶像電影～彩虹彼端～（小原鞠莉）

### 遊戲
2014年
- 消滅都市 （ハズキ）

2015年
- 鬼斬 百鬼夜行（靜御前）
- Xuccess Heaven（石原壽[25]）
- Toys Drive（Mabel Small[26]）

2016年
- 少女前線（魯格P08手槍）
- QURARE：魔法圖書館（莫羅博士[27]）
- Love Live! 學園偶像祭（小原鞠莉）

2017年
- 結城友奈是勇者 花結的閃耀（郡千景[28]）

2018年
- Puzzle & Dragons
- 殘機為零（比良坂幸花）
- 永恆冒險（凝萌）

2019年
- 伊蘇IX -怪人之夜- （人形）
- Crash Fever（小原鞠莉）
- Love Live! 學園偶像祭 ALL STARS（小原鞠莉）

2021年
- 閃耀幻想曲（近藤亞紗子）

2022年
- 少女迴戰（夏侯淵）

### 雜誌企劃
- Love Live! Sunshine!!（2015年4月－）- 小原鞠莉

### WEB動畫
2016年
- 怪獸娘～奧特怪獸擬人化計劃～（米克拉斯）

2021年
- 干支魂～貓客萬來～（小吶）

2024年
- 與聲優夜遊 ANIMATION[29]

### 廣播
2016年
- ニューギングループPresents M·A·Oと鈴木（日语：ニューギングループ Presents M・A・Oと鈴木）[30]

- ゆみりと愛奈のモグモグコミュニケーションズ[31][32]

- A&G GIRLS BEAT♪ Queenty[33]

## 音樂CD

### 單曲
| 枚  | 發售日         | 標題           | 規格編號   | 規格編號   | 規格編號   | 最高位 |
| 枚  | 發售日         | 標題           | 初回限定盤 | 動畫盤     | 通常盤     | 最高位 |
| --- | -------------- | -------------- | ---------- | ---------- | ---------- | ------ |
| 1st | 2020年9月16日  | やさしさの名前 | LACM-34021 | LACM-24022 | LACM-24021 | 8位    |
| 2nd | 2020年11月18日 | もっと高く     | LACM-34063 | LACM-24063 | LACM-24064 | 10位   |

### 網路配信單曲
| 發售日        | 標題           | 規格編號 |
| ------------- | -------------- | -------- |
| 2021年4月28日 | えとにゃんらん | LZC-1870 |

### 專輯
| 枚  | 發售日        | 標題          | 規格編號       | 規格編號   | 規格編號   | 最高位 |
| 枚  | 發售日        | 標題          | 完全生産限定盤 | 初回限定盤 | 通常盤     | 最高位 |
| --- | ------------- | ------------- | -------------- | ---------- | ---------- | ------ |
| 1st | 2020年1月22日 | ring A ring   | LACA-35807     | LACA-35808 | LACA-15808 | 5位    |
| 2nd | 2021年12月1日 | Belle révolte | LACA-35918     | LACA-35919 | LACA-15919 | 15位   |

### 商業搭配
| 歌曲           | 商業搭配                                  | 時期   |
| -------------- | ----------------------------------------- | ------ |
| ring A ring    | 電視動畫《奇幻☆怪盜？》片尾曲             | 2020年 |
| やさしさの名前 | 電視動畫《魔物娘的醫生》片尾曲            | 2020年 |
| もっと高く     | 電視動畫《攀岩！ -Climbing Girls-》片頭曲 | 2020年 |
| えとにゃんらん | 網路動畫《干支魂 ～猫客萬來～》主題曲     | 2021年 |

### 角色歌
| 發售日期 | 標題 | 名義 | 樂曲                                                                   | 商業搭配                  |
| 2015年   | 2015年 | 2015年 | 2015年                                                                 | 2015年                    |
| -------- | --- | --- | ---------------------------------------------------------------------- | ------------------------- |
| 10月7日  | 你的心靈是否光芒閃耀？ | Aqours 高海千歌（伊波杏樹）、櫻內梨子（逢田梨香子）、松浦果南（諏訪奈奈香）、黑澤黛雅（小宮有紗）、渡邊曜（齊藤朱夏）、津島善子（小林愛香）、國木田花丸（高槻加奈子）、小原鞠莉（鈴木愛奈）、黑澤露比（降幡愛） | 「君のこころは輝いてるかい?」 「Step! ZERO to ONE」 「Aqours☆HEROES」  | Love Live! Sunshine!!     |
| 2016年   | | |                                                                        |                           |
| 4月27日  | 想在AQUARIUM戀愛 | Aqours 高海千歌（伊波杏樹）、櫻內梨子（逢田梨香子）、松浦果南（諏訪奈奈香）、黑澤黛雅（小宮有紗）、渡邊曜（齊藤朱夏）、津島善子（小林愛香）、國木田花丸（高槻加奈子）、小原鞠莉（鈴木愛奈）、黑澤露比（降幡愛） | 「恋になりたいAQUARIUM」 「待ってて愛のうた」 「届かない星だとしても」 | Love Live! Sunshine!!     |
| 5月3日   | きゃにめ限定版 ライトノベル 魔法少女オーバーエイジ「二番煎じなんてレベルじゃないっ」付属CD『魔法少女オーバーエイジ-the second brew of Magic-』 | 島津くれは（遠藤祐里香）、有馬こはく（鈴木愛奈） | 「signs」                                                              | 「魔法少女OverAge」角色歌 |
| 6月8日   | Strawberry Trapper | Guilty Kiss 櫻內梨子（逢田梨香子）、津島善子（小林愛香）、小原鞠莉（鈴木愛奈） | 「Strawberry Trapper」 「Guilty Night, Guilty Kiss!」                  | Love Live! Sunshine!!     |
| 7月20日  | 青空Jumping Heart | Aqours 高海千歌（伊波杏樹）、櫻內梨子（逢田梨香子）、松浦果南（諏訪奈奈香）、黑澤黛雅（小宮有紗）、渡邊曜（齊藤朱夏）、津島善子（小林愛香）、國木田花丸（高槻加奈子）、小原鞠莉（鈴木愛奈）、黑澤露比（降幡愛） | 「青空Jumping Heart」 「ハミングフレンド」                             | Love Live! Sunshine!!     |
| 8月20日  | 從訴說夢想到歌唱夢想 | Aqours 高海千歌（伊波杏樹）、櫻內梨子（逢田梨香子）、松浦果南（諏訪奈奈香）、黑澤黛雅（小宮有紗）、渡邊曜（齊藤朱夏）、津島善子（小林愛香）、國木田花丸（高槻加奈子）、小原鞠莉（鈴木愛奈）、黑澤露比（降幡愛） | 「ユメ語るよりユメ歌おう」 「サンシャインぴっかぴか音頭」              | Love Live! Sunshine!!     |
| 9月14日  | 想用夢照亮夜空/不成熟的DREAMER | Aqours 高海千歌（伊波杏樹）、櫻內梨子（逢田梨香子）、松浦果南（諏訪奈奈香）、黑澤黛雅（小宮有紗）、渡邊曜（齊藤朱夏）、津島善子（小林愛香）、國木田花丸（高槻加奈子）、小原鞠莉（鈴木愛奈）、黑澤露比（降幡愛） | 「夢で夜空を照らしたい」 「未熟DREAMER」                               | Love Live! Sunshine!!     |
| 11月9日  | 思念合而為一吧/MIRAI TICKET | Aqours 高海千歌（伊波杏樹）、櫻內梨子（逢田梨香子）、松浦果南（諏訪奈奈香）、黑澤黛雅（小宮有紗）、渡邊曜（齊藤朱夏）、津島善子（小林愛香）、國木田花丸（高槻加奈子）、小原鞠莉（鈴木愛奈）、黑澤露比（降幡愛） | 「想いよひとつになれ 」 「MIRAI TICKET」                               | Love Live! Sunshine!!     |
| 11月23日 | 不會停止的Jingle Bell | Aqours 高海千歌（伊波杏樹）、櫻內梨子（逢田梨香子）、松浦果南（諏訪奈奈香）、黑澤黛雅（小宮有紗）、渡邊曜（齊藤朱夏）、津島善子（小林愛香）、國木田花丸（高槻加奈子）、小原鞠莉（鈴木愛奈）、黑澤露比（降幡愛） | 「ジングルベルがとまらない」 「聖なる日の祈り」                        | Love Live! Sunshine!!     |

## 外部連結
- 事務所資料 （页面存档备份，存于）
- 鈴木愛奈官方網站 （页面存档备份，存于）
- 鈴木愛奈 (@aina_suzuki723) | Twitter （页面存档备份，存于）